# 瓦尼塔斯的手札
《瓦尼塔斯的手札》是日本漫畫家望月淳的漫畫作品，史克威爾艾尼克斯出版，於漫畫雜誌《月刊GANGAN JOKER》2016年1月號開始連載。電視動畫由BONES製作，於2021年7月2日至2022年4月1日播映。

## 作品簡介
「這是，我和瓦尼塔斯相遇，我們一同前進，得到很多，也失去很多，然後直到…旅途最後，我親手殺死他的故事。」
發生在以十九世紀巴黎為基礎的、人與吸血鬼和平共處的世界，故事中的吸血鬼沒有吸血衝動，因此不會主動攻擊人，被災禍奪走名字的吸血鬼會暴走，只要奪回名字(真名)就能恢復正常。而男主之一的瓦尼塔斯正是為此類吸血鬼「治療」的人類。
人類瓦尼塔斯治療吸血鬼的方式是使用「瓦尼塔斯之書」干涉吸血鬼的真名，將被篡改的真名恢復原狀，而「瓦尼塔斯之書」來自於傳說中的「蒼月吸血鬼」瓦尼塔斯。所有吸血鬼都是紅色滿月夜晚，但蒼月吸血鬼卻誕生於不祥的藍色滿月之夜，因此他受到了同族的欺凌，瓦尼塔斯之書正是蒼月吸血鬼向同族復仇的道具，而這本書為何落到了人類瓦尼塔斯手上，並被其用來治療吸血鬼，就是後續故事中要解釋的內容了。

## 登場角色

### 主要角色
瓦尼塔斯（聲：花江夏樹）
本作的主角。擁有黑髮藍瞳的人類，自稱是專門醫治吸血鬼的醫生，18歲，生日為2月7日，身高為176公分。本名不明，是繼承了「瓦尼塔斯之書」的魔導書與蒼月吸血鬼之名的人。
關於他的本名有各種說法。
其中，被認為最有可能的是「ラスティ＝ホープ」(Rusty Hope；Rouillé Hobbes 拉斯提·霍布斯)。據說是根據漫畫第一卷中「Mémoire1 Vanitas ラスティ＝ホープスの場合(Memoire1　Vanitas拉斯提‧霍布斯的情況)」及動畫第一話「Vanitas-ラスティ＝ホープスの場合-(Vanitas-如果是拉斯提·霍布斯-)」的標題而來。意思為「最後的希望」。
為了達成目的可以不擇手段，因此常弄出大騷動，曾表示說拯救吸血鬼是他對蒼月吸血鬼的復仇。
父親是名醫生，母親是馬戲團成員並在生下他後死去，在他年幼時父親被吸血鬼殺害，後被教會救走並曾作為狩人培養。中途被孟洛博士看中，成為教會進行殘忍研究的實驗品，當時的代號為「NO.69」。後和「NO.71」一起被苍月吸血鬼救出並一起生活，但蒼月吸血鬼的真名被扭曲，變成一个怪物，最後殺了蒼月吸血鬼。
表面上不在乎任何人，但實際有不希望有人為自己受傷的自虐傾向。不懂為什麼被貞德吸血後胸口像被攥緊一樣痛苦且心跳的厲害，被他人點醒後才發覺這叫做戀愛。極度怕冷、酒量極差、喝一杯就會醉，不喜歡吃太甜的食物，刀子嘴豆腐心。
諾亞·阿爾西維斯特（聲：石川界人）
本作的另一位主角，白色頭髮、黑色皮膚和紫色眼睛的吸血鬼青年，19歲，生日是9月28日，身高為187公分。因老師的指示從鄉下來到巴黎尋找「瓦尼塔斯之書」，並和瓦尼塔斯相遇，過程中想要親眼目睹他的未來而與他一起行動。出身於阿爾西維斯特（記憶保管者）一族，能透過吸血來讀取他人記憶，被稱為“讀血之牙”，但家族已經滅絕，曾被人類夫妻收養，養父母死後被賣到黑市並被多米妮克的祖父買下，因長期在鄉下長大有些不諳世事，同時是個路痴。戰鬥能力強，但至今從未殺過人。和多米妮克是青梅竹馬。
貞德（聲：水瀨祈）
有著「業火的魔女」的稱號的吸血鬼，粉白色短髮、上圍豐滿的女性，操縱著紅色手甲，擁有極高的戰鬥力。生日為4月21日。身世成謎並被曾灌輸只是人偶的概念，後被吸血鬼夫妻收養。年幼時是魯斯文的學生，因為父母背叛吸血鬼和人類方勾結，背叛者(包括其雙親)都須遭到刑罰，因當時年紀幼小而活了下來，但要變成處刑人替雙親贖罪。小時候被寄放在達普謝城堡一段時間，視克蘿伊為自己的姊姊，也是第一個帶克蘿伊認識世界的人。曾在戰場上驅逐同類，後因精神崩潰而強制沉睡，醒來後被路卡封為騎士。在與瓦尼塔斯相處的過程逐漸喜歡上他，並因此開始覺醒肉食女的傾向(自己的母親表示有喜歡的人就要直接推倒)。
姆魯（聲：小牧未侑）
諾亞所飼養的貓，雄性。
路卡/盧修思（聲：下地紫野）
十分謙恭有禮的吸血鬼少年。本名為「盧修思」(ルキウス)，身分地位僅次於女王，是為「錦旗大公」。生日為7月31日。身為貞德的主人並同時喜歡著她，相當討厭等同於情敵的瓦尼塔斯。剛開始因為哥哥遭到了詛咒而試圖毀滅瓦尼塔斯之書，了解真相後對於自己愚昧且無禮的行為向諾亞道歉。
多米妮克·都·薩德（聲：茅野愛衣）
吸血鬼名家薩德家的女兒，暱稱為「多米」，黑色長髮的女性，20歲，生日為6月1日。第一人稱為「僕」，為近衛騎士團成員。和大一歲哥哥(實際為雙胞胎哥哥)路易同為諾亞的青梅竹馬並對他百般照顧，喜歡諾亞。
比男性更加帥氣，但小時候其實可愛溫順，在路易死後知道自己和路易是雙胞胎的真相，因此對於路易和諾亞有強烈的愧疚感，才會逼自己變得和路易一樣帥氣。因一直深藏對路易和諾亞的愧疚而被米哈爾操控，但後來覺悟放任自己自殺會讓最重要的諾亞受傷而重拾信心。擅長冰系魔法，其法術不像兄姐具有壓倒性的殺傷力，反而給人感覺相當優雅。

### 混血角色
但丁（聲：木內太郎）
瓦尼塔斯的情報商，是人類和吸血鬼的混血，棕色頭髮的男子，18歲。稱呼瓦尼塔斯為庸醫，而對方稱呼他為秃子。吸菸者。動畫14話中被瓦尼塔斯持刀威脅(?)
約翰（聲：遊佐浩二）
但丁的同伴，和他一樣是人類和吸血鬼的混血男性，白色頭髮的男子。溺愛同為混血的同伴。
莉茲（聲：久間梨穗）
但丁的同伴，和他一樣是人類和吸血鬼的混血女性，棕色頭髮的女子。擁有相當豐富的歷史知識。

### 吸血鬼角色
老師（聲：石田彰）
諾亞的養育恩人兼老師，多米和路易的養祖父。前薩德伯爵，身為最早待奉吸血鬼女王的人物，不肩負要職還把爵位和領地交給養子後在鄉下隱居，長相和身分皆時常更換，渾身充滿謎團，因此被稱為「無臉之人」，故事前期多在諾亞的記憶中出現，同時和元老院之一的奧古斯都·魯斯文之間亦不合。
偷偷拯救米哈爾，並策劃把多米當人質來威脅諾亞奪取瓦尼塔斯的記憶。現在使用聖日耳曼伯爵的名字行走江湖。異色瞳，左眼是瓦尼塔斯相同的藍色眼珠，在漫畫58畫聲稱自己為觀測者。
奧古斯都·魯斯文（聲：森川智之）
路卡的叔父和監護人，右眼戴著眼罩。所屬於吸血鬼世界的元老院並且是領導吸血鬼和人類戰爭結束的重量級人物。
曾和諾亞一樣認為人類和吸血鬼可以互相理解，但後來被自己的學生（貞德的父母）背叛而受重傷並失去右眼，後用手段讓自己被錦旗大公家族收養並成為元老院的一員。曾吸過克蘿伊、貞德和諾亞的血過下達服從其命令的咒語。和教會的吸血鬼殲滅派、沙路拉丹合作，成功奪取達普謝家的世界式篡改裝置。
路易（聲：島袋美由利）
諾亞的摯友，大多米妮克一歲的哥哥，實際上為和多米為雙胞胎，和多米長相非常相似，差別只在於他的下巴有一顆痣。在諾亞小時候就已去世。因為雙胞胎在吸血鬼中被視為禁忌，原先該被薩德家殺死，但被其祖父「無臉之人」以實驗品名義帶至鄉下撫養，家族中除了多米外皆無人將他視為家人。十分博學且處事成熟，有查覺到自己是持咒者，並希望由諾亞親手殺死自己，但最終在諾亞面前被「無臉之人」斬首。
巴克·奧樂（聲：山本格）
監督居住在巴黎的吸血鬼的異界領主。曾質疑「瓦尼塔斯之書」的效果，後因侍從姐弟對瓦尼塔斯治療“獵紅之狼”的匯報相信了瓦尼塔斯所宣稱的「瓦尼塔斯之書」的效用。相當照顧吸血鬼的同族。
諾克斯（聲：清都亞理沙）
奧樂的侍從之一，馬內的姐姐。
馬內（聲：栗田樹）
奧樂的侍從之一，諾克斯的弟弟。
艾梅莉亞·露絲（聲：下屋則子）
「飛空鯨魚號」上諾亞所邂逅的女性，因詛咒而發病，最終為瓦尼塔斯所拯救，事件結束後仍無法回歸吸血鬼社會而被奧樂安排到飯店工作。其禍名為“荊棘之獄”，真名為“春之引導者”，對諾亞抱有愛慕之心，縫紉技術高超。
薇蘿妮卡·維·薩德（聲：日笠陽子）
多米妮克的同父異母姐姐，「女王之牙」之一。性格高傲，使用冰系魔法，相當討厭人類，認定路易是不祥的雙胞胎而不承認路易是自己的弟弟（同時也對「無臉之人」撿回來的諾亞沒有好感）。和哥哥妹妹都為不同母親所生。有吸煙的習慣。和馬其納候爵有親密關係。
安東尼·維·薩德
多米妮克的同父異母哥哥，元老院成員之一。和兩名妹妹都為不同母親所生。
法蘭西斯·凡尼（聲：上田耀司）
通稱「機械狂的馬其納候爵」，元老院的成員之一，混血們的後盾，總是以特殊的機械而不以本人現身，和薇蘿妮卡有親密關係。曾委託但丁等混血一行人帶回達普謝家族的世界式篡改裝置但以失敗告終。真實性別為女性，外表是黑色皮膚的少女，與諾亞同為「讀血之牙」一族，觀測者之一。
沙路拉丹（聲：名塚佳織）
讓吸血鬼的真名被扭曲的存在。
洛基（聲：杉山紀彰）
路卡的哥哥。身為持咒者而被隔離。「女王之牙」之一。
克蘿伊·達普謝（聲：釘宮理惠）
四歲時覺醒為吸血鬼，長期被達普謝家族所隱藏的女性。雖然外表只有十一歲，但實際年齡比魯斯文還要大。有著「白銀的魔女」的稱號。曾和魯斯文、貞德關係融洽。其家族長期研究世界式竄改裝置試圖讓她變回人類，但在過程中被栽贓背上污名導致所有家人皆被教會殺害。熱沃當事件後將目標改為殺死涅妮亞為達普謝家族復仇，實際上是向奪取強＝傑克真名的內尼亞報仇。禍名「冰雪劇場」，真名「雪花奏者」。之後被避免同時被元老院和教會追殺，由瓦尼塔斯和但丁暗中處理其去向。因為在熱沃當消耗太大而陷入沉睡，在睡眠的狀態下和強=傑克一起逃離法國。
強＝傑克·沙斯泰（聲：濱野大輝）
黑髮、瀏海過長的少年。和克蘿伊一樣是被隱藏的吸血鬼，過去還未覺醒時常被父親虐待。長期幫克蘿伊打理家務。喜歡克蘿伊並一直守護她，為了保護克蘿伊而自願獻上真名並變成熱沃當怪獸，後決定以自己力量保護克蘿伊而接受瓦尼塔斯的治療。真名「雪涯陪伴者/終雪相倚者(Aprix)」。在帶著克蘿伊離開法國前特地到巴黎向諾亞和瓦尼塔斯道謝，並承諾日後會回報其恩情。
蒼月的吸血鬼（聲：朴璐美）
不同於其他在紅色滿月出身的吸血鬼，因為在藍色滿月出生而被吸血鬼視為不祥的象徵。性別既非男也非女，本名不詳，只是被周圍的人稱為瓦尼塔斯。製作出能扭曲吸血鬼真名的「瓦尼塔斯之書」。將瓦尼塔斯和米哈爾從莫羅的實驗室救出，瓦尼塔斯視她為女性並稱他為「路納(Luna)」，米哈爾則視他為男性並稱呼他為「爸爸」，他一直想找出延長兩人壽命的方法。在某日被不明人士奪走真名而暴走，因此被成為眷屬的瓦尼塔斯使用瓦尼塔斯之書親手殺害。
和瓦尼塔斯與米哈爾過去生活時，有不擅常家務和烹飪的一面，被瓦尼塔斯吐嘈時會像小朋友一樣生悶氣，在見識到瓦尼塔斯高超的家事能力後跟米哈爾一起發出讚嘆。
女王
最初的紅月吸血鬼，名字為法斯蒂娜。現在的狀況不明。內尼亞的真身即為其禍名「死亡縈繞者（Nenia）」。

### 人類角色
羅蘭．佛魯提斯（聲：河西健吾）
隸屬於教會的獵人，並身為吸血鬼獵人的聖騎士的第六隊長，稱號為「碧玉」，金色頭髮、綠色眼睛、小麥色肌膚、體型壯碩且手臂充滿傷痕的男子。部下對他有著極高的信賴，實力在聖騎士中也是頂尖的。26歲，生日為8月19日。十分相信神明，但其實相信的是「相信神的自己」，只會相信自己想相信的事物。起初認為吸血鬼是絕對的惡，但和瓦尼塔斯.諾亞相遇後改變對吸血鬼的看法，認為神明對人類和吸血鬼的愛是相同的，因此會暗助瓦尼塔斯和諾亞的行動。在成為隊長前是奧利佛的副隊長。嗓門很大。路痴。酒量非常大。使用的武器為「不滅之刃」。
奧利佛（聲：前野智昭）
隸屬於教會的獵人，並身為吸血鬼獵人的聖騎士的第三隊長，稱號為「黑曜石」，黑色長髮和綠色眼睛的男子。27歲，生日為11月3日。和羅蘭在成為獵人前就是朋友，兩人至少有十年的交情，同時也是推薦羅蘭成為隊長的人。對羅蘭諸多行為感到頭疼，但總被他牽著鼻子走，面對羅蘭的暴走總是會失去理智的大吼。吸菸者。左撇子。對自己的長相很有自信。使用的武器為「高潔之純黑」。
阿斯托福．古拉杜姆（聲：村瀨步）
隸屬於教會的獵人，並身為吸血鬼獵人的聖騎士的第十二隊長，稱號為「石榴石」，粉紅色頭髮和粉紅色眼睛的少年。16歲，生日為1月6日。史上最年輕、在年僅15歲就成為隊長，容易暴走的戰鬥狂，並非常討厭被別人誤認為女性，因而被稱為「獵人的問題兒童」。出身於代代繼承石榴石稱號的家族，卻在小時候誤信吸血鬼而導致家人被吸血鬼殘忍殺害，因此對吸血鬼有強烈的恨意。曾經非常崇拜從吸血鬼中拯救自己的羅蘭，現在卻很討厭他（但側面描寫其實並未真的討厭羅蘭）。使用的武器為「正義之柱」。
瑪麗亞（聲：宮本侑芽）
隸屬於教會的獵人，短髮的女性，為羅蘭的部下。使用的武器為弓。廚藝高超。
喬治（聲：綿晃龍之介）
隸屬於教會的獵人，留著鬍子的男性，為羅蘭的副隊長。使用的武器為斧頭。和羅蘭一樣曾都是奧利佛的部下。
馬可（聲：小形滿）
隸屬於教會的獵人，戴著眼鏡的男性，為阿斯托福的副隊長，以前是阿斯托福家族的管家，所以情急之下會稱呼長官為「少爺」。
莫羅/孟洛（聲：堂本晃三）
教會所屬瘋狂科學家，用人類進行殘忍的實驗，並企圖用人為的方式製造吸血鬼。現在聽從魯斯文的指示行動。
米哈爾（聲：小松未可子）
和瓦尼塔斯一樣是被教會進行殘忍研究的實驗品，代號為「NO.71」。暱稱為米夏。生母為妓女，在被吸血鬼殺害前經常虐待他。左手為義肢。稱呼蒼月的吸血鬼為「爸爸」，並稱呼瓦尼塔斯為「哥哥」。失去瓦尼塔斯殺害蒼月的吸血鬼當晚的記憶。持有另一本「瓦尼塔斯之書」，為了要回到快樂的一家三口生活而不擇手段。讓瓦尼塔斯之書爆走後失控的想殺死所有人，因而被想保護瓦尼塔斯的諾亞毀容，之後被「無臉之人」給救走後並且因無法和瓦尼塔斯達成共識而分道揚鑣。

## 用語
瓦尼塔斯之書
由蒼月的吸血鬼所創造的特殊書籍，能夠扭曲吸血鬼的真名和干涉世界式。
吸血鬼
因世界式混沌而生的全新種族。帶有撩牙、紅眼睛，具備特殊能力。吸血鬼並不一定喜歡吸血，吸血就如同人類吸菸喝酒一樣，有的吸血鬼喜歡吸血，反之亦然。
真名
每個吸血鬼都擁有的真正的名字，對於吸血鬼有如性命般重要，類似於人類的靈魂。
禍名
當吸血鬼的真名被扭曲後的名字。
世界式理論
由煉金術士提出的理論，認為世上任何事物皆由「式」構成並且可以重新置換。但其實驗失敗造就「混沌」，並使「吸血鬼」和「星碧石」這些之前未存在的事物誕生。
異界
吸血鬼所居住的平行世界。普通人類需要有吸血鬼陪同才能抵達。
星碧石
因為世界式的混沌而誕生的萬能礦石，可作為能源使用，會散發出藍色的光芒。
持咒者
被奪走真名的吸血鬼，無法保持理智而會傷害他人，通常會由處刑人殺死。
處刑人
由祖先犯過大錯的後代子孫擔任，負責殺死持咒者。因為宰殺同族而被同族嫌棄，地位低下。
狩人
教會為了獵殺吸血鬼而組成的戰鬥集團，透過藥物得到超群的戰鬥能力。
混血
特指人類和吸血鬼所生下的混血兒，其存在同時被人類和吸血鬼雙方輕視。

## 出版書籍
| 集數 | 史克威爾艾尼克斯 | 史克威爾艾尼克斯       | 尖端出版       | 尖端出版               | 玉皇朝         | 玉皇朝                 | 华文天下 | 华文天下               |
| 集數 | 發售日期         | ISBN                   | 發售日期       | ISBN                   | 發售日期       | ISBN                   | 发售日期 | ISBN                   |
| ---- | ---------------- | ---------------------- | -------------- | ---------------------- | -------------- | ---------------------- | -------- | ---------------------- |
| 1    | 2016年4月22日    | ISBN 978-4-7575-4961-6 | 2017年5月19日  | ISBN 978-957-107-431-3 | 2018年12月11日 | ISBN 978-988-8507-26-9 |          | ISBN 978-7-5594-9789-5 |
| 2    | 2016年10月22日   | ISBN 978-4-7575-5105-3 | 2017年6月19日  | ISBN 978-957-107-508-2 |                |                        |          | ISBN 978-7-5594-9790-1 |
| 3    | 2017年4月22日    | ISBN 978-4-7575-5329-3 | 2017年7月7日   | ISBN 978-957-107-626-3 |                |                        |          | ISBN 978-7-5594-9800-7 |
| 4    | 2017年10月21日   | ISBN 978-4-7575-5505-1 | 2018年4月30日  | ISBN 978-957-108-065-9 |                |                        |          | ISBN 978-7-5594-9791-8 |
| 5    | 2018年7月20日    | ISBN 978-4-7575-5758-1 | 2019年6月11日  | ISBN 978-957-108-580-7 |                |                        |          | ISBN 978-7-5594-9792-5 |
| 6    | 2019年2月22日    | ISBN 978-4-7575-5996-7 | 2020年12月16日 | ISBN 978-957-109-257-7 |                |                        |          |                        |
| 7    | 2019年10月21日   | ISBN 978-4-7575-6269-1 | 2020年12月16日 | ISBN 978-957-109-258-4 |                |                        |          |                        |
| 8    | 2020年6月22日    | ISBN 978-4-7575-6635-4 | 2021年9月18日  | ISBN 9786263160965     |                |                        |          |                        |
| 9    | 2021年6月22日    | ISBN 978-4-7575-7231-7 | 2022年2月14日  | ISBN 9786263163935     |                |                        |          |                        |
| 10   | 2022年5月20日    | ISBN 978-4-7575-7826-5 | 2023年5月26日  | ISBN 9786263560277     |                |                        |          |                        |
| 11   | 2024年4月22日    | ISBN 978-4-7575-8226-2 |                |                        |                |                        |          |                        |

## 電視動畫

### 製作人員
- 原作：望月淳
- 導演：板村智幸
- 系列構成：赤尾凸
- 角色設計、總作畫監督：伊藤嘉之
- 副角色設計：中山知世
- 道具設計：石橋慎平
- 視覺概念、色彩設計：
- 美術設計：多田周平
- 美術監督：金井真悟
- 攝影監督：張盈穎
- 3DCG監督：三宅拓馬
- 編輯：松原理惠
- 音樂：梶浦由記
- 音響監督：若林和弘
- 音響效果：倉橋靜男、西佐知子
- 動畫製作：BONES

### 主題曲

#### 瓦尼塔斯的手札(上半)
片頭曲
主唱：
片尾曲
主唱：

#### 瓦尼塔斯的手札(下半)
片頭曲「Your Name」
主唱：LittleGleeMonster
片尾曲「salvation」
主唱：モノンクル

### 各集列表
| 集數       | 日文標題 | 中文標題                        | 編劇     | 分鏡                       | 演出               | 作畫監督 | 首播日期（2021年） | 原作話數             |
| ---------- | -------- | ------------------------------- | -------- | -------------------------- | ------------------ | --- | ------------------ | -------------------- |
| Mémoire 1  |          | Vanitas-如果是拉斯提·霍布斯-    | 赤尾凸   | 板村智幸                   |                    | 堀川耕一、中山知世 | 2021年 7月2日      | 第1話                |
| Mémoire 2  |          | Noé-在花都-                     | 赤尾凸   | 板村智幸                   | 、守田藝成         | 、可兒里未 | 7月9日             | 第2、3話             |
| Mémoire 3  |          | Archiviste-讀血之牙-            | 赤尾凸   | 寺東克己                   | 孫承希             | 稲留和美、稲熊一晃、阿部尚人 | 7月16日            | 第4、5、6話          |
| Mémoire 4  |          | Bal masqué-假面嗤笑之夜-        | 赤尾凸   | 板村智幸                   | 野亦則行           | 紺野直幸、小原佑太、鄭印善 | 7月23日            | 第6、7、8話          |
| Mémoire 5  |          | Réminiscence-朋友-              | 赤尾凸   | 平川哲生、板村智幸         | 三好なお           | 堀川耕一、中山知世、秋山英一、松本美乃 | 7月30日            | 第8、9、10話、番外篇 |
| Mémoire 6  |          | Salvatio-疑問-                  | 伊神貴世 | 板村智幸                   | 笹原嘉文           | ヤマダシンヤ、可児里未、鄭印善、稲留和美 | 8月6日             | 第10、11話           |
| Mémoire 7  |          | Femme fatale-戀愛-              | 赤尾凸   | 蒲原遥、板村智幸           | 孫承希             | 堀川耕一、秋山英一、稲熊一晃、松本美乃、小原佑太、北島勇樹 | 8月13日            | 第12、13話           |
| Mémoire 8  |          | Catacombes-死亡沉睡之處-        | 伊神貴世 | 望月智充                   | 千葉大輔、三好なお | 稲熊一晃、小原佑太、鄭印善、堀川耕一、松本美乃、阿部尚人、可児里未、、秋山英一、稲留和美、北島勇樹、水畑健二                                                                 | 8月20日            | 第13、14話           |
| Mémoire 9  |          | Chasseur-獵紅之人-              | 伊神貴世 | 岡村天齋                   | 三好なお           | 稲熊一晃、、稲留和美、小原佑太、可児里未、鄭印善、紺野直幸、秋山英一、松本美乃、井元一彰、保科有沙、中山由美、水畑健二、石田誠也、堀川耕一、清水和也                         | 8月27日            | 第15、16、17話       |
| Mémoire 10 |          | Cicatrice-No.69-                | 赤尾凸   | 浅井義之                   | 野亦則行           | 大貫健一、稲留和美、稲熊一晃、紺野直幸、鄭印善、、堀川耕一、水畑健二、阿部尚人、秋山英一、小原佑太、松本美乃、保科有沙、孫偉、伊藤嘉之                                       | 9月3日             | 第17、18話           |
| Mémoire 11 |          | Serment-誓約-                   | 赤尾凸   | 岡村天斎                   | 大西景介           | 堀川耕一、秋山英一、稲熊一晃、小原佑太、稲留和美、鄭印善、可児里未、、紺野直幸、松本美乃、大貫健一、佐野優月、安西俊之、井元一彰、濱中朋子、高山朋浩、保科有沙               | 9月10日            | 第19、20話           |
| Mémoire 12 |          | Deux Ombres-出發點-             | 赤尾凸   | 板村智幸                   | 笹原嘉文           | 堀川耕一、秋山英一、稲熊一晃、小原佑太、紺野直幸、稲留和美、可児里未、、大貫健一、畑島つばさ、保科有沙、浅野由佳、阿部尚人、中山知世、伊藤嘉之                               | 9月17日            | 第19、22、23話       |
| Mémoire 13 |          | Forêt d'argent-邂逅-            | 赤尾凸   | タムラコータロー、板村智幸 | 三好なお           | 堀川耕一、松本美乃、稲熊一晃、紺野直幸 | 2022年 1月15日     |                      |
| Mémoire 14 |          | Château de sorciére-魔女與青年- | 赤尾凸   | 迫井政行                   | 野亦則行           | 鄭印善、小原佑太、井元一彰、秋山英一 | 1月22日            |                      |
| Mémoire 15 |          | Oiseau et ciel―達普謝的吸血鬼   | 赤尾凸   | 望月智充                   | 西田健一           | 水畑健二、可児里未、稲留和美、ヤマダシンヤ | 1月29日            |                      |
| Mémoire 16 |          | Chasse aux vampires―野獸        | 赤尾凸   | 岡村天斎                   | 三好なお           | 松本美乃、堀川耕一、大貫健一、小原佑太、稲熊一晃 | 2月5日             |                      |
| Mémoire 17 |          | Vengeance-觸碰惡夢的手-         | 伊神貴世 | タムラコータロー           | 球野たかひろ       | 鄭印善、水畑健二、大貫健一、ヤマダシンヤ、秋山英一、可児里未 | 2月12日            |                      |
| Mémoire 18 |          | Avec Toi單獨兩人                | 伊神貴世 | 田中タカユキ               | いとがしんたろー   | 井元一彰、小原佑太、稲留和美、大貫健一、稲熊一晃、紺野直幸、鄭印善 | 2月19日            |                      |
| Mémoire 19 |          | Canorus-雪花-                   | 赤尾凸   | 望月智充                   | 野亦則行           | 堀川耕一、畑島つばさ、ヤマダシンヤ、可児里未、鄭印善、大貫健一、秋山英一、稲熊一晃、水畑健二                                                                                 | 2月26日            |                      |
| Mémoire 20 |          | Mal d'amour-不治之症-           | 赤尾凸   | 岡村天斎                   | 又野弘道           | 大貫健一、稲熊一晃、水畑健二、秋山英一、阿部尚人、堀川耕一 | 3月5日             |                      |
| Mémoire 21 |          | Un autre-傷痕-                  | 赤尾凸   | 岡村天斎                   | 三好なお           | 堀川耕一、鄭印善、稲留和美、小原佑太、ヤマダシンヤ、大貫健一、稲熊一晃、可児里未、紺野直幸、水畑健二、井元一彰                                                               | 3月12日            |                      |
| Mémoire 22 |          | Rencontre-蒼夜-                 | 赤尾凸   | 望月智充                   | 西田健一           | 堀川耕一、可児里未、小原佑太、大貫健一、水畑健二、稲熊一晃、鄭印善、井元一彰、稲留和美、ヤマダシンヤ、紺野直幸、秋山英一、中山知世                                           | 3月19日            |                      |
| Mémoire 23 |          | Pleuvoir-淚雨-                  | 赤尾凸   | 堀元宣、板村智幸           | 野亦則行           | 紺野直幸、水畑健二、堀川耕一、稲熊一晃、井元一彰、稲留和美、ヤマダシンヤ、小原佑太、大貫健一、可児里未、秋山英一、鄭印善、阿部尚人、濱中朋子、畑島つばさ、清水和也、松本美乃 | 3月26日            |                      |
| Mémoire 24 |          | Après la pluie-他的願望-        | 赤尾凸   | 岡村天斎                   | 三好なお           | 伊藤嘉之、堀川耕一、大貫健一、水畑健二、紺野直幸、稲留和美、可児里未、ヤマダシンヤ、秋山英一、畑島つばさ、小原佑太、鄭印善、小島えり、稲熊一晃、井元一彰                     | 4月2日             |                      |

### 藍光&DVD
| 卷數 | 發行日期       | 收錄話數       | 規格編號      | 規格編號      |
| 卷數 | 發行日期       | 收錄話數       | 藍光限定版    | DVD限定版     |
| ---- | -------------- | -------------- | ------------- | ------------- |
| 1    | 2021年10月27日 | 第1話－第3話   | ANZX-14981/2  | ANZB-14981/2  |
| 2    | 2021年11月24日 | 第4話－第6話   | ANZX-14983/4  | ANZB-14983/4  |
| 3    | 2021年12月22日 | 第7話－第9話   | ANZX-14985/6  | ANZB-14985/6  |
| 4    | 2022年1月26日  | 第10話－第12話 | ANZX-14987/8  | ANZB-14987/8  |
| 5    | 2022年3月30日  | 第13話－第15話 | ANZX-14989/90 | ANZB-14989/90 |
| 6    | 2022年4月27日  | 第16話－第18話 | ANZX-14991/2  | ANZB-14991/2  |
| 7    | 2022年5月25日  | 第19話－第21話 | ANZX-14993/4  | ANZB-14993/4  |
| 8    | 2022年6月29日  | 第22話－第24話 | ANZX-14995/6  | ANZB-14995/6  |

## 外部連結
- （日語）瓦尼塔斯的手札 （页面存档备份，存于）
- （英文）瓦尼塔斯的手札（漫畫）在動畫新聞網百科全書中的資料（英文）
- （日語）電視動畫官方網站 （页面存档备份，存于）
- （日語）瓦尼塔斯的手札的X（前Twitter）